# Screen Actors Guild Award de la meilleure actrice dans un second rôle
Le Screen Actors Guild Award de la meilleure actrice dans un second rôle (Screen Actors Guild Award for Outstanding Performance by a Female Actor in a Supporting Role) est le prix remis chaque année depuis 1995 par la Screen Actors Guild.

## Palmarès
La lauréate est indiquée en gras.

Le symbole « ♙ » indique une nomination et « ♕ » la gagnante de l'Oscar de la meilleure actrice dans un second rôle la même année.

### Années 1990
- 1995 : Dianne Wiest pour le rôle de Helen Sinclair dans Coups de feu sur Broadway (Bullets Over Broadway) ♕
  - Jamie Lee Curtis pour le rôle de Helen Tasker dans True Lies
  - Sally Field pour le rôle de Mrs. Gump dans Forrest Gump
  - Robin Wright Penn pour le rôle de Jenny Curran dans Forrest Gump
  - Uma Thurman pour le rôle de Mia Wallace dans Pulp Fiction ♙
- 1996 : Kate Winslet pour le rôle de Marianne Dashwood dans Raison et sentiments (Sense and Sensibility) ♙
  - Stockard Channing pour le rôle de Ruby McNutt dans Smoke
  - Anjelica Huston pour le rôle de Mary dans Crossing Guard (The Crossing Guard)
  - Mira Sorvino pour le rôle de Linda Ash dans Maudite Aphrodite (Mighty Aphrodite) ♕
  - Mare Winningham pour le rôle de Georgia Flood dans Georgia ♙
- 1997 : Lauren Bacall pour le rôle de Hannah Morgan dans Leçons de séduction (The Mirror Has Two Faces) ♙
  - Juliette Binoche pour le rôle de Hana dans Le Patient anglais (The English Patient) ♕
  - Marisa Tomei pour le rôle de Monica Warren dans Décroche les étoiles (Unhook the Stars)
  - Gwen Verdon pour le rôle de Ruth dans Simples Secrets (Marvin's Room)
  - Renée Zellweger pour le rôle de Dorothy Boyd dans Jerry Maguire
- 1998 : Kim Basinger pour le rôle de Lynn Bracken dans L.A. Confidential ♕ et Gloria Stuart pour le rôle de Rose Calvert dans Titanic ♙
  - Minnie Driver pour le rôle de Skylar dans Will Hunting (Good Will Hunting) ♙
  - Alison Elliott pour le rôle de Millie Theale dans Les Ailes de la colombe (The Wings of the Dove)
  - Julianne Moore pour le rôle d'Amber Waves dans Boogie Nights ♙
- 1999 : Kathy Bates pour le rôle de Libby Holden dans Primary Colors ♙
  - Brenda Blethyn pour le rôle de Mari Hoff dans Little Voice ♙
  - Judi Dench  pour le rôle de la reine Élisabeth Ire dans Shakespeare in Love ♕
  - Rachel Griffiths  pour le rôle de Hilary du Pré dans Hilary et Jackie (Hilary and Jackie) ♙
  - Lynn Redgrave  pour le rôle de Hanna dans Ni dieux ni démons (Gods and Monsters) ♙

### Années 2000
- 2000 : Angelina Jolie pour le rôle de Lisa Rowe dans Une vie volée (Girl, Interrupted) ♕
  - Cameron Diaz pour le rôle de Lotte Schwartz dans Dans la peau de John Malkovich (Being John Malkovich)
  - Catherine Keener pour le rôle de Maxine Lund dans Dans la peau de John Malkovich (Being John Malkovich) ♙
  - Julianne Moore pour le rôle de Linda Partridge dans Magnolia
  - Chloë Sevigny pour le rôle de Lana Tisdel dans Boys Don't Cry ♙
- 2001 : Judi Dench pour le rôle de Armande Voizin dans Le Chocolat (Chocolat) ♙
  - Kate Hudson pour le rôle de Penny Lane dans Presque célèbre (Almost Famous) ♙
  - Frances McDormand pour le rôle de Elaine Miller dans Presque célèbre (Almost Famous) ♙
  - Julie Walters pour le rôle de Mrs. Wilkinson dans Billy Elliot ♙
  - Kate Winslet pour le rôle de Madeleine “Maddy” LeClerc dans Quills, la plume et le sang (Quills)
- 2002 : Helen Mirren pour le rôle de Mrs. Wilson dans Gosford Park ♙
  - Cate Blanchett pour le rôle de Kate Wheeler dans Bandits
  - Judi Dench pour le rôle d'Agnis Hamm dans Terre Neuve (The Shipping News)
  - Cameron Diaz pour le rôle de Julianna "Julie" Gianni dans Vanilla Sky
  - Dakota Fanning pour le rôle de Lucy Dawson dans Sam, je suis Sam (I Am Sam)
- 2003 : Catherine Zeta-Jones pour le rôle de Velma Kelly dans Chicago ♕
  - Kathy Bates pour le rôle de Roberta Hertzel dans Monsieur Schmidt (About Schmidt) ♙
  - Julianne Moore pour le rôle de Laura Brown dans The Hours ♙
  - Michelle Pfeiffer pour le rôle de Ingrid Magnussen dans Laurier blanc (White Oleander)
  - Queen Latifah pour le rôle de Matron Mama Morton dans Chicago ♙
- 2004 : Renée Zellweger pour le rôle de Ruby Thewes dans Retour à Cold Mountain (Cold Mountain) ♕
  - Maria Bello pour le rôle de Natalie Belisario dans Lady Chance (The Cooler)
  - Keisha Castle-Hughes pour le rôle de Paikea Apirana dans Paï (Whale Rider)
  - Patricia Clarkson pour le rôle de Joy Burns dans Pieces of April ♙
  - Holly Hunter pour le rôle de Melanie Freeland dans Thirteen ♙
- 2005: Cate Blanchett pour le rôle de Katharine Hepburn dans Aviator (The Aviator) ♕
  - Cloris Leachman pour le rôle de Evelyn Wright dans Spanglish
  - Laura Linney pour le rôle de Clara McMillen dans Dr Kinsey (Kinsey) ♙
  - Virginia Madsen pour le rôle de Maya Randall dans Sideways ♙
  - Sophie Okonedo pour le rôle de Tatiana Rusesabagina dans Hotel Rwanda ♙
- 2006 : Rachel Weisz pour le rôle de Tessa Quayle dans The Constant Gardener ♕
  - Amy Adams pour le rôle d'Ashley Johnsten dans Junebug ♙
  - Catherine Keener pour le rôle de Nelle Harper Lee dans Truman Capote (Capote)♙
  - Frances McDormand pour le rôle de Glory Dodge dans L'Affaire Josey Aimes (North Country) ♙
  - Michelle Williams pour le rôle de Alma Beers dans Le Secret de Brokeback Mountain (Brokeback Mountain) ♙
- 2007 : Jennifer Hudson pour le rôle de Effie White dans Dreamgirls ♕
  - Adriana Barraza pour le rôle d'Amelia dans Babel ♙
  - Cate Blanchett pour le rôle de Sheba Hart dans Chronique d'un scandale (Notes on a Scandal) ♙
  - Abigail Breslin pour le rôle d'Olive Hoover dans Little Miss Sunshine ♙
  - Rinko Kikuchi pour le rôle de Chieko dans Babel ♙
- 2008 : Ruby Dee pour le rôle de Mama Lucas dans American Gangster ♙
  - Cate Blanchett pour le rôle de Jude Quinn dans I'm Not There ♙
  - Catherine Keener pour le rôle de Jan Burres dans Into the Wild
  - Amy Ryan pour le rôle de Helene McCready dans Gone Baby Gone ♙
  - Tilda Swinton pour le rôle de Karen Crowder dans Michael Clayton ♕
- 2009 : Kate Winslet pour le rôle de Hanna Schmitz dans The Reader
  - Amy Adams pour le rôle de la sœur James dans Doute (Doubt) ♙
  - Penélope Cruz pour le rôle de María Elena dans Vicky Cristina Barcelona ♕
  - Viola Davis pour le rôle de Mrs. Miller dans Doubt (Doubt) ♙
  - Taraji Henson pour le rôle de Queenie dans L'Étrange Histoire de Benjamin Button (The Curious Case of Benjamin Button) ♙

### Années 2010
- 2010 : Mo'Nique pour le rôle de Mary Lee Johnston dans Precious (Precious: Based on the Novel "Push" by Sapphire) ♕
  - Penélope Cruz pour le rôle de Carla Albanese dans Nine ♙
  - Vera Farmiga pour le rôle d'Alex Goran dans In the Air (Up in the Air) ♙
  - Anna Kendrick pour le rôle de Natalie Keener dans In the Air (Up in the Air) ♙
  - Diane Kruger pour le rôle de Bridget Von Hammersmark dans Inglourious Basterds
- 2011 : Melissa Leo pour le rôle de Alice Ward dans The Fighter ♕
  - Amy Adams pour le rôle de Charlene Fleming dans The Fighter ♙
  - Helena Bonham Carter pour le rôle d'Elizabeth Bowes-Lyon dans Le Discours d'un roi (The King's Speech) ♙
  - Mila Kunis pour le rôle de Lilly dans Black Swan
  - Hailee Steinfeld pour le rôle de Mattie Ross dans True Grit ♙
- 2012 : Octavia Spencer pour le rôle de Minny Jackson dans La Couleur des sentiments (The Help) ♕
  - Bérénice Bejo pour le rôle de Peppy Miller dans The Artist ♙
  - Jessica Chastain pour le rôle de Celia Foote dans La Couleur des sentiments (The Help) ♙
  - Melissa McCarthy pour le rôle de Megan dans Mes meilleures amies (Bridesmaids) ♙
  - Janet McTeer pour le rôle de Hubert Page dans Albert Nobbs ♙
- 2013 : Anne Hathaway pour le rôle de Fantine dans Les Misérables ♕
  - Sally Field pour le rôle de Mary Todd Lincoln dans Lincoln ♙
  - Helen Hunt pour le rôle de Cheryl dans The Sessions ♙
  - Nicole Kidman pour le rôle de Charlotte Bless dans Paperboy (Paperboy)
  - Maggie Smith pour le rôle de Muriel Donnelly dans Indian Palace (The Best Exotic Marigold Hotel)
- 2014 : Lupita Nyong'o pour le rôle de Patsey dans Twelve Years a Slave ♕
  - Jennifer Lawrence pour le rôle de Rosalyn Rosenfeld dans American Bluff (American Hustle) ♙
  - Julia Roberts pour le rôle de Barbara Weston dans Un été à Osage County (August: Osage County) ♙
  - June Squibb pour le rôle de Kate Grant dans Nebraska ♙
  - Oprah Winfrey pour le rôle de Gloria Gaines dans Le Majordome (The Butler)
- 2015 : Patricia Arquette pour le rôle de Olivia Evans dans Boyhood ♕
  - Keira Knightley pour le rôle de Joan Clarke dans Imitation Game ♙
  - Emma Stone pour le rôle de Sam Thomson dans Birdman ♙
  - Meryl Streep pour le rôle de La Sorcière dans Into the Woods ♙
  - Naomi Watts pour le rôle de Daka dans St. Vincent
- 2016: Alicia Vikander pour le rôle de Gerda Wegener dans Danish Girl ♕
  - Rooney Mara pour le rôle de Therese Belivet dans Carol ♙
  - Rachel McAdams pour le rôle de Sacha Pfeiffer dans Spotlight ♙
  - Helen Mirren pour le rôle de Hedda Hopper dans Dalton Trumbo (Trumbo)
  - Kate Winslet pour le rôle de Joanna Hoffman dans Steve Jobs ♙
- 2017 : Viola Davis pour le rôle de Rose Maxson dans Fences ♕
  - Naomie Harris pour le rôle de Paula Harris dans Moonlight ♙
  - Nicole Kidman pour le rôle de Sue Brierley dans Lion ♙
  - Octavia Spencer pour le rôle de Dorothy Vaughan dans Les Figures de l'ombre (Hidden Figures) ♙
  - Michelle Williams pour le rôle de Randi Chandler dans Manchester by the Sea ♙
- 2018 : Allison Janney pour le rôle LaVona Golden dans Moi, Tonya (I, Tonya) ♕
  - Mary J. Blige pour le rôle de Florence Jackson dans Mudbound ♙
  - Hong Chau pour le rôle de Ngoc Lan Tran dans Downsizing
  - Holly Hunter pour le rôle de Beth Gardner dans The Big Sick
  - Laurie Metcalf pour le rôle de Marion McPherson dans Lady Bird ♙
- 2019 : Emily Blunt pour le rôle de Evelyn Abbott dans Sans un bruit (A Quiet Place)
  - Amy Adams pour le rôle de Lynne Cheney dans Vice ♙
  - Margot Robbie pour le rôle de la reine Élisabeth Ire dans Marie Stuart, reine d’Écosse (Mary Queen of Scots)
  - Emma Stone pour le rôle d'Abigail Masham dans La Favorite (The Favourite) ♙
  - Rachel Weisz pour le rôle de Sarah Churchill dans La Favorite (The Favourite) ♙

### Années 2020
- 2020 : Laura Dern pour le rôle de Nora Fanshaw dans Marriage Story 
  - Scarlett Johansson pour le rôle de Rosie Betzler dans Jojo Rabbit
  - Nicole Kidman pour le rôle de Gretchen Carlson dans Scandale (Bombshell)
  - Jennifer Lopez pour le rôle de Ramona Vega dans Queens (Hustlers)
  - Margot Robbie pour le rôle de Kayla Pospisil dans Scandale (Bombshell)
- 2021 : Youn Yuh-jung pour le rôle de Soon-ja dans Minari
  - Maria Bakalova pour le rôle de Tutar Sagdiyeva dans Borat, nouvelle mission filmée (Borat Subsequent Moviefilm: Delivery of Prodigious Bribe to American Regime for Make Benefit Once Glorious Nation of Kazakhstan)
  - Glenn Close pour le rôle de Bonnie Vance dans Une ode américaine (Hillbilly Elegy)
  - Olivia Colman pour le rôle d'Anne dans The Father
  - Helena Zengel pour le rôle de Johanna Leonberger dans La Mission (News of the World)
- 2022 : Ariana DeBose pour le rôle d'Anita dans West Side Story
  - Caitriona Balfe pour le rôle de Ma dans Belfast
  - Cate Blanchett pour le rôle du Dr. Lilith Ritter dans Nightmare Alley
  - Kirsten Dunst pour le rôle de Rose Gordon dans The Power of the Dog
  - Ruth Negga pour le rôle de Clare Bellew  dans Passing
- 2023 : Jamie Lee Curtis pour le rôle de Deirdre Beaubeirdra dans Everything Everywhere All at Once
  - Angela Bassett pour le rôle de Reine Ramonda dans Black Panther: Wakanda Forever
  - Hong Chau pour le rôle de Liz dans The Whale
  - Kerry Condon pour le rôle de Siobhán Súilleabháin dans Les Banshees d'Inisherin
  - Stephanie Hsu pour le rôle de Joy Wang / Jobu Tupaki dans Everything Everywhere All at Once
- 2024 : Da'Vine Joy Randolph pour le rôle de Mary Lamb dans Winter Break (The Holdovers)
  - Emily Blunt pour le rôle de Kitty Oppenheimer dans Oppenheimer
  - Danielle Brooks pour le rôle de Sofia dans La Couleur pourpre (The Color Purple)
  - Penélope Cruz pour le rôle de Laura Ferrari dans Ferrari
  - Jodie Foster pour le rôle de Bonnie Stoll dans Insubmersible (Nyad)
- 2025 : Zoe Saldaña pour le rôle de Rita Mora Castro dans Emilia Pérez
  - Monica Barbaro pour le rôle de Joan Baez dans Un parfait inconnu (A Complete Unknown)
  - Jamie Lee Curtis pour le rôle d'Annette dans The Last Showgirl
  - Danielle Deadwyler pour le rôle de Berniece Charles dans La Leçon de Piano (The Piano Lesson)
  - Ariana Grande pour le rôle de Glinda dans Wicked

## Statistiques

### Nominations multiples
4 : Amy Adams, Cate Blanchett, Kate Winslet
3 : Judi Dench, Catherine Keener, Julianne Moore
2 : Kathy Bates, Penélope Cruz, Viola Davis, Cameron Diaz, Sally Field, Holly Hunter, Nicole Kidman, Frances McDormand, Helen Mirren, Octavia Spencer, Emma Stone, Rachel Weisz, Michelle Williams, Renée Zellweger

### Récompenses multiples
2 : Kate Winslet